# Кампороссо
Кампороссо (італ. Camporosso, ліг. Camporosso) — муніципалітет в Італії, у регіоні Лігурія,  провінція Імперія.
Кампороссо розташоване на відстані близько 450 км на північний захід від Рима, 125 км на південний захід від Генуї, 33 км на захід від Імперії.
Населення — 5687 осіб (2014).
Щорічний фестиваль відбувається 23 січня. Покровитель — San Sebastiano.

## Демографія
Населення за роками:

Станом на 1 січня 2023 року в муніципалітеті офіційно проживали 544 іноземці з 49 країн, серед них 189 громадян країн Євросоюзу та 15 громадян України.

## Сусідні муніципалітети
- Дольчеаккуа
- Сан-Б'яджо-делла-Чима
- Валлекрозія
- Вентімілья